# Garnay
Garnay település Franciaországban, Eure-et-Loir megyében. Lakosainak száma 1000 fő (2022. január 1.). Garnay Tréon és Vernouillet községekkel határos.

## Népesség
A település népességének változása:
| Lakosok száma | 363  | 975  | 1059 | 924  | 880  | 873  | 876  | 921  | 943  | 1000 |
|               | 1968 | 1982 | 1990 | 2006 | 2013 | 2015 | 2017 | 2019 | 2020 | 2022 |